# Heather Langenkamp
Heather Langenkamp (Tulsa, Oklahoma, Estats Units, 17 de juliol de 1964) és una actriu estatunidenca de cinema i televisió, coneguda principalment per les seves tres participacions en la sèrie de pel·lícules Malson a Elm Street.

## Infància
És filla de l'artista Mary Alice Langenkamp i Robert Dobie Langenkamp. Langenkamp passà la seva infància i adolescència a Tulsa, estudià al Holland Hall School la primària i al Brooker T Washington High School la secundària. El seu pare, un advocat especialista en assumptes de petroli fou executiu dels governs de Jimmy Carter i Bill Clinton. El 1983, durant la filmació a Tulsa de Rebels, del director Francis Ford Coppola, Langenkamp hi obtingué el seu primer paper.

## Carrera
El 1984 Langenkamp es traslladà a Califòrnia a estudiar-hi a la prestigiosa Universitat Stanford i fou seleccionada per Wes Craven per al paper protagonista de Nancy Thompson a Malson a Elm Street, primera part de la sèrie de notable èxit de taquella. Tornà al paper per a la tercera part de la saga, estrenada el 1987. Entre el 1988 i el 1990 protagonitzà la sèrie d'ABC Just the Ten of us, un spin-off de Growing Pains. El 1994 protagonitzà Wes Craven's New Nightmare, setena part de la sèrie d'Malson a Elm Street. Ha participat en diverses sèries de televisió i films des de llavors, el 2007 participà en l'equip de producció AFX de Evan Almighty. El 2008 debutà com a directora a un segment del film Prank.